# NGC 427
NGC 427 (również PGC 4333) – galaktyka spiralna z poprzeczką (SBa), znajdująca się w gwiazdozbiorze Rzeźbiarza. Odkrył ją John Herschel 25 września 1834 roku.